# 최경환 (야구인)
최경환(崔景煥, 1972년 5월 12일 ~ )은 전 KBO 리그 KIA 타이거즈의 외야수, 지명타자이다. 한국프로야구 선수 중 야수 최초로 미국에 진출한 선수이다.

## 선수 시절

### 아마추어 시절
서울 출생이나, 초등학교 시절 잠시 살았었던 포항에서 야구를 시작했다.

### 미국 프로야구시절
1992년 경희대학교 2학년 때 국가대표팀으로 뽑혀 한·미선수권 참가차 미국으로 갔고 LA 에인절스 극동 담당 스카우트의 눈에 띄며 1994년 10월에 미국으로 진출했는데, 한동안 방위 복무를 하느라 출국을 미뤘고 1995년 4월 8일에 방위 소집이 해제된 뒤 출국했다.
1995년 LA 에인절스 산하 마이너 리그 팀에 입단했으나 루키 리그, 싱글A와 멕시칸 리그, 각종 윈터 리그 등만 전전하다가 1999년에 방출됐다.

### 한국 프로야구시절

#### LG 트윈스시절
때마침 아버지의 병환까지 겹치며 귀국을 결심한 그는 2000년부터 활동했다. 2시즌동안 활동 후 방출됐다.

#### 두산 베어스시절
당시 감독이었던 김인식의 눈에 띄어 이적했다. 그 후 팀의 3번 타자로 주로 출장했으며, 2004년 몸을 던지는 수비와 영양가 있는 타격, 서글서글한 매너로 팀의 플레이오프 진출에 기여했다.

#### 롯데 자이언츠시절
2006년에 트레이드됐다가, 2007년에 방출됐다.

#### KIA 타이거즈시절
방출 후 곧바로 이적했다. 2008년에는 SK 와이번스 투수 윤길현과의 욕설 사건으로 논란이 됐다. 2009년 한국시리즈 우승 멤버로 활동해 현역으로서 처음이자 마지막 우승을 맛보았다.

## 야구선수 은퇴 후
2009년 KIA 타이거즈의 타격 코치로 선임됐다. 2011 시즌 후 SK로 옮겼다가, 2013년 시즌 후 NC 다이노스의 N팀 타격코치로 자리를 옮겼다. 2017년부터 2020년까지는 두산 베어스에서 타격코치로 있었다.
2020 시즌 후 두산과 재계약하지 않은 그는 2021년에 김태한의 후임으로 대구방송의 라디오 야구 중계 해설위원으로 영입되어 2022년까지 해설가로 활동한 후, 강동우에게 넘겼다.

## 출신 학교
- 포항남부초등학교
- 서울 성남중학교
- 서울 성남고등학교
- 경희대학교

## 통산 기록
| 연도 | 팀명   | 타율  | 경기 | 타수 | 득점 | 안타 | 2루타 | 3루타 | 홈런 | 루타 | 타점 | 도루 | 도실 | 볼넷 | 사구 | 삼진 | 병살 | 실책 |
| ---- | ------ | ----- | ---- | ---- | ---- | ---- | ----- | ----- | ---- | ---- | ---- | ---- | ---- | ---- | ---- | ---- | ---- | ---- |
| 2000 | LG     | 0.246 | 95   | 142  | 12   | 35   | 4     | 1     | 3    | 50   | 13   | 1    | 0    | 9    | 0    | 28   | 3    | 0    |
| 2001 | LG     | 0.000 | 12   | 12   | 2    | 0    | 0     | 0     | 0    | 0    | 0    | 0    | 0    | 0    | 0    | 7    | 0    | 0    |
| 2002 | 두산   | 0.274 | 126  | 369  | 69   | 101  | 18    | 1     | 13   | 160  | 47   | 15   | 7    | 26   | 6    | 66   | 5    | 0    |
| 2003 | 두산   | 0.297 | 115  | 313  | 44   | 93   | 16    | 2     | 4    | 125  | 28   | 10   | 4    | 20   | 1    | 56   | 4    | 2    |
| 2004 | 두산   | 0.278 | 126  | 436  | 49   | 121  | 16    | 4     | 5    | 160  | 58   | 14   | 8    | 34   | 4    | 67   | 7    | 6    |
| 2005 | 두산   | 0.262 | 102  | 332  | 41   | 87   | 17    | 2     | 3    | 117  | 38   | 11   | 4    | 32   | 6    | 33   | 6    | 3    |
| 2006 | 롯데   | 0.209 | 86   | 196  | 14   | 41   | 6     | 0     | 2    | 53   | 11   | 2    | 2    | 12   | 2    | 32   | 2    | 1    |
| 2007 | 롯데   | 0.216 | 36   | 74   | 3    | 16   | 5     | 1     | 0    | 23   | 6    | 0    | 0    | 9    | 0    | 13   | 1    | 1    |
| 2008 | KIA    | 0.291 | 65   | 127  | 18   | 37   | 10    | 1     | 1    | 52   | 15   | 2    | 0    | 12   | 1    | 13   | 3    | 1    |
| 2009 | KIA    | 0.243 | 47   | 74   | 14   | 18   | 3     | 0     | 1    | 24   | 6    | 4    | 0    | 10   | 0    | 18   | 2    | 0    |
| 통산 | 10시즌 | 0.265 | 810  | 2075 | 266  | 549  | 95    | 12    | 32   | 764  | 222  | 59   | 25   | 164  | 20   | 333  | 33   | 14   |